# Islandzki Uniwersytet Rolniczy
Islandzki Uniwersytet Rolniczy (is. Landbúnaðarháskóli Íslands) – islandzka publiczna szkoła wyższa założona w 2005 roku. Jej główna siedziba zlokalizowana jest w miejscowości Hvanneyri w pobliżu Borgarnes. Biura oraz jednostki badawcze znajdują się również w Reykjavíku oraz Hveragerði. 

## Struktura organizacyjna
- Wydział Nauk Środowiskowych
  - Zarządzanie środowiskiem
  - Leśnictwo
  - Zasoby naturalne
- Wydział Zasobów Ziemnych i Zwierzęcych
  - Hodowla zwierząt
  - Nauki o Ziemi[2]